# لوگهد اف-۱
لوگهد اف-۱ (به انگلیسی: Loughead F-1) یک هواگرد ساختِ کارخانهٔ لاکهید کورپوریشن در کشور ایالات متحده آمریکا است . این هواگرد برای نخستین بار در ۲۸ مارس ۱۹۱۸ میلادی مورد استفاده قرار گرفت.